# Gică Petrescu
Pour les articles homonymes, voir Petrescu.
Gică Petrescu est un chanteur roumain né le 2 avril 1915 à Bucarest et décédé le 18 juin 2006  à Bucarest.
Il fait ses études à Bucarest, au lycée Gheorge Șincai. Il débute à l'âge de 18 ans dans un groupe d'étudiants. Il se fait remarquer à une fête d'école par l'artiste Ion Vasilescu qui va l'amener à la radio où Gica Petrescu lance officiellement sa carrière. Il suit la mode de l'époque, en chantant aux bals et concerts. Entre 1937 et 1939, il affirme son talent dans les orchestres de Radu Ghindă et Dinu Șerbănescu, au Casino Sinaia.

## Carrière musicale
À partir de 1940, Gică Petrescu obtient des places dans les grands théâtres de l'époque : Alhambra, Gioconda, Boema et Grădina Savoy, sous la direction de Ion Vasilescu. En 1944, il est employé du théâtre C. Tănase. Il a plein de tournées internationales pendant sa carrière ; il détient le record concernant le nombre de pièces composées et interprétées (plus de 1 500), enregistrées dans une discographie impressionnante. Il est l'un des peu nombreux artistes roumains ayant enregistré sa musique sur des disques 78 tours, vinyle, cassettes audio et CD.

## Prix et récompenses nationales
Gică Petrescu a chanté live jusqu'à l'âge de 91 ans. Il a été marié avec l'écrivaine roumaine Cezarina Moldoveanu. Après la mort de son épouse, pendant une longue période, il a refusé tout spectacle sur la scène.
La Radiodiffusion roumaine lui a décerné en 2001 le prix de l'interprète qui a amené la musique roumaine au 3e millénaire. Le 5 mai 2003, dans une cérémonie au Palais Cotroceni, Ion Iliescu lui a accordé L'Ordre national Steaua Romaniei (chevalier), à l'occasion de ses 88 ans, pour toute sa carrière et ses pièces devenues très chantées et très connues au fil du temps.
En 2004, MTV Romanian lui accorde le prix Life Time Award (pour sa carrière), pendant la cérémonies des prix MTV Romanian Music Awards.
Le 18 juin 2006, au gala des prix musicaux de la Radio Roumanie Actualités, un prix spécial était programmé : Chanson, ma vie, dédié à Gică Petrescu. Il n'a pas eu le temps de recevoir son prix, car il est décédé le matin même, à l'âge de 91 ans.

## Sa musique
Il a chanté plusieurs types de musiques ; il reste toutefois le maître de la musique de fête roumaine. Il a chanté devant des personnalités comme le roi Michel Ier de Roumanie, Yehudi Menuhin, Louis Armstrong, etc.

## Discographie
Parmi ses derniers albums :
- Eternul Gica (août 2006)
- Greatest Hits (mai 2006)
- Cu paharelul dupa mine
- Hai sa bem un paharel
- O viata dedicata cantecului
- Tangouri celebre romanesti
- Cantec de Petrecere
- Cantec pentru prietenii din Bucuresti (1959)

## Chansons célèbres
- Astă seară nimeni să nu doarmă
- Aș vrea anii tinereții
- Căsuța noastră
- Cântă-mi lăutar!
- Cel mai frumos tango din lume
- De ce e viața sucită
- Dragi prieteni, sus paharul
- Dragoste, bătu-te-ar vina
- Dragostea se ține scai de mine
- Du-mă acasă, măi tramvai
- Fetițele din București
- Hai noroc și iar noroc
- Hai să bem un păhărel
- Ionel, Ionelule
- La crâșma din Ferentari
- Of, of, of, măi șprițule
- Sanie cu zurgălăi
- Să-mi cânți cobzar
- Sus paharul
- Tinerețe fugi de mine
- Trece timpul
- Uite așa aș vrea să mor
- Zi una mai săltăreață